# Bắc Mỹ thuộc Anh
Bắc Mỹ thuộc Anh nói đến các lãnh thổ cũ của Đế quốc Anh ở Bắc Mỹ. Thuật ngữ này lần đầu tiên được sử dụng không chính thức vào năm 1783, nhưng nó không phổ biến trước báo cáo về các vấn đề Bắc Mỹ thuộc Anh (1839), còn được gọi là báo cáo Durham. Ngày nay, các lãnh thổ này tạo thành Canada hiện đại và Tây Bắc Thái Bình Dương của Hoa Kỳ.
Sự chiếm đóng của Anh tại Bắc Mỹ, bắt đầu năm 1607 tại Jamestown, Virginia, và đạt đỉnh điểm khi các thuộc địa được thành lập ở châu Mỹ.

## Phân chia hành chính
Năm 1775, trước cuộc cách mạng Hoa Kỳ, Đế quốc Anh có hơn 20 lãnh thổ ở Tây Bán cầu, nằm phía Đông Bắc Tân Tây Ban Nha. Những thuộc địa này là:
- Florida (Đông và Tây Florida được quản lý riêng biệt)
- Newfoundland
- Nova Scotia
- Quebec
- Rupert's Land (lãnh thổ của Công ty Vịnh Hudson)
- Đảo St. John
- Mười ba thuộc địa (quản lý riêng)

Anh đã mua Québec từ Pháp và Đông, Tây Florida từ Tây Ban Nha theo hiệp ước Paris (1783); kết thúc chiến tranh bảy năm.
Hoa Kỳ, sau khi lãnh thổ của họ được thừa nhận, đã giành được một phần Québec ở Ngũ Đại Hồ bởi hiệp ước Paris (1783); đồng thời Tây Ban Nha giành lại Đông và Tây Florida.
Nova Scotia được chia thành Nova Scotia và New Brunswick năm 1784. Một phần của Québec được giữ lại sau năm 1783 được chia thành Hạ Canada nói tiếng Pháp và Thượng Canada nói tiếng Anh năm 1791.
Sau chiến tranh năm 1812, Hiệp ước 1818 thiết lập đường vĩ tuyến 49 Bắc từ phía Tây vùng Rupert's Land đến dãy núi Rocky trở thành biên giới giữa Hoa Kỳ-Anh. Anh đã từ bỏ Oregon ở phía nam vĩ tuyến 49, nằm trong Quận Columbia của Công ty Hudson, theo hiệp ước Oregon 1846.
Ranh giới giữa Bắc Mỹ thuộc Anh và Maine đã được quy định bởi Hiệp ước Webster-Ashburton năm 1842.
Canada đã thống nhất để thành lập tỉnh Canada năm 1841.
Ngày 1 tháng 7 năm 1867, quốc hội Anh ra đạo luật Bắc Mỹ thuộc Anh, thành lập Lãnh thổ tự trị Canada bao gồm tỉnh Canada, New Brunswick và Nova Scotia. Tỉnh Canada cũ bị chia ra năm 1841, với Đông Canada (Hạ Canada) đổi tên thành Québec và Tây Canada (Thượng Canada) đổi tên thành Ontario. Đây là bốn tỉnh đầu tiên của Canada.
Năm 1870, Rupert's Land được sáp nhập vào Canada thành vùng Tây Bắc (NWT) và tỉnh Manitoba mới. British Columbia, thuộc địa của Anh ở bờ biển Tây Bắc vĩ tuyến 49, được sáp nhập với tư cách là tỉnh thứ sáu của Canada năm 1871, và đảo Prince Edward sáp nhập năm 1873. Ranh giới giữa British Columbia với Lãnh thổ Washington được giải quyết năm 1872 và với Alaska năm 1903.
Quần đảo Bắc Cực được sáp nhập bởi Bắc Mỹ thhộc Canada năm 1880 thuộc vùng lãnh thổ Tây Bắc. Sau đó, phần lớn NWT được chia thành các lãnh thổ mới (Yukon, 1898; Nunavut, 1999) hoặc các tỉnh Alberta và Saskatchewan (cùng thành lập năm 1905). Hay bổ sung vào các tỉnh hiện có (Manitoba, Ontario, Québec). Việc này kết thúc năm 1912.
Năm 1907, thuộc địa duy nhất của Anh ở Bắc Mỹ, Newfoundland, được giao quyền tự trị, mặc dù năm 1934, nó trở lại được điều hành bởi chính phủ Anh. Năm 1949, đảo Newfoundland và Labrador, sáp nhập vào Canada với tư cách là tỉnh thứ mười.
Mặc dù nửa độc lập năm 1867 và có chủ quyền về ngoại giao theo quy chế Westminster 1931, hiến pháp Canada vẫn phụ thuộc vào hiến pháp Anh cho đến khi người Canada đồng ý để sửa đổi hiến pháp Canada. Thỏa thuận này được thực hiện khi quốc hội Anh thông qua đạo luật hiến pháp năm 1982 theo yêu cầu của quốc hội Canada.

## Các thuộc địa Bắc Mỹ thuộc Anh
Các thuộc địa tồn tại trước khi ký kết hiệp ước Oregon năm 1846:
- Tỉnh Canada (bao gồm Thượng Canada và Hạ Canada)
- Newfoundland
- Nova Scotia
- New Brunswick
- Đảo Prince Edward
- Rupert's Land
- Lãnh thổ Bắc Cực thuộc Anh
- Quận Columbia/Oregon (chia sẻ với Hoa Kỳ)[1][2]

## Quản trị
Ngoài chính quyền thực dân địa phương trong mỗi thuộc địa, Bắc Mỹ thuộc Anh được trực tiếp quản lý bởi Luân Đôn.
Từ năm 1783 đến năm 1801, nó được Bộ Nội vụ quản lý, sau đó từ năm 1801 đến năm 1854 nó được Bộ trưởng Bộ Chiến tranh và thuộc địa quản lý. Khi Bộ Chiến tranh và thuộc địa được tái lập, nó thuộc trách nhiệm của Thư ký Thuộc địa.